# Galtåsen
Galtåsen, 361 meter över havet, är Västergötlands och Västra Götalands läns högsta punkt. Den ingår i Sydsvenska höglandet.
Det finns en vandringsled som kallas Galtåsenleden som utgår från Lassalyckans Friluftscenter i Ulricehamn. Leden är 15 km och markerad med orange färg. Den går tillsammans med Rönnåsenleden på slingrande skogsväg ner till Pinebobäcken där det börjar att gå uppför till ruinerna av gården Rönnåsen. Leden fortsätter österut och vid Hässlet viker Galtåsenleden av mot Kinnared. Getaryggsvägen passeras på vägen upp mot toppen. Leden fortsätter sedan ytterligare någon kilometer och slutar vid gården Ryden vid riksväg 40.